# Comunitat de Municipis del Segrià Sec
La Comunitat de Municipis del Segrià Sec és una iniciativa conjunta dels Ajuntaments Alcanó, d'Almatret, Aspa, Llardecans, Maials, Sarroca de Lleida, Sunyer i Torrebesses, la qual té per objectiu el foment del desenvolupament econòmic local d'aquest territori.

## Orígens
Aquesta iniciativa troba els seus orígens en un seguit de projectes de col·laboració en l'àmbit del desenvolupament turístic, cap al 2009, però els municipis no van trigar a adonar-se dels beneficis de la col·laboració i van decidir tirar endavant un Pla Estratègic Econòmic del Segrià Sec, el qual s'orientaria a establir un pla de treball per aconseguir aprofundir en la col·laboració i crear un ens de desenvolupament local conjunt.
El Pla va ser redactat el 2012 i a finals de 2013 es va aconseguir que el Servei d'Ocupació de Catalunya, el Servei Públic d'Ocupació Estatal i el Fons Social Europeu atorguessin un tècnic per liderar la implementació del projecte, en el marc dels programes de suport al desenvolupament local de 2013.

## Objecte
L'objecte de la Comunitat és el foment del desenvolupament econòmic i social local, la valorització del patrimoni cultural i la promoció del turisme del territori que formen els ajuntaments associats, per afavorir una optimització dels recursos municipals, millora en la prestació i la qualitat dels serveis que es donen als ciutadans dels municipis i una coordinació necessària de les accions i activitats que es porten a terme des dels Ajuntaments que formen la Comunitat.

## Serveis
A tal efecte, s'estableix una sèrie de serveis:
Servei de promoció turística: La realització d'activitats d'organització i de promoció del turisme, especialment oleoturístiques, de turisme de natura i cultural en general; la recerca de finançament per escometre la rehabilitació d'elements patrimonials i la creació de nous productes o paquets turístics regionals.
Servei de promoció econòmica: polítiques de concertació pública – privada, dinamització del comerç, empresa i ocupació, pactes territorials, millora dels perfils ocupacions, gestió d'ofertes de treball, creació de noves empreses, assessorament a empreses i mapes de necessitats.
I en general, impulsar totes aquelles activitats que puntualment es considerin adequades per afavorir el desenvolupament econòmic local del Segrià Sec.

## Conveni
El conveni és la norma local bàsica que regula el funcionament, els òrgans i les funcions de la Comunitat. El podeu consultar aquí: Conveni Comunitat de Municipis del Segrià Sec. Es va publicar al Butlletí Oficial de la Província de Lleida el divendres 7 d'agost de 2015.